# 鹿岡圓平
鹿岡圓平（日语：／ Kanooka Enpei，1901年4月11日—1944年11月5日）是一名日本海軍軍人，最終階級為海軍少將。

## 生平
鹿岡出生於福島縣，是醫師鹿岡貫治的四子。先後就讀舊制石川中學校，於1921年7月畢業於海軍兵學校第49期。除去兩位皇族之外，他在172名學生中排名第5。隔年5月被任命為海軍少尉。他以首席成績畢業於海軍水雷學校高等科，歷任加古號重巡洋艦分隊長、赴美駐在（耶魯大學）、夕霧號驅逐艦航海長、夕凪號驅逐艦水雷長、羽黑號重巡洋艦分隊長等職務，並於1934年7月以首席成績畢業於海軍大學校甲種第32期。
之後他歷任軍令部出仕、嵯峨浩砲艦艦長、軍令部第一部第二課部員、第二根據地隊參謀、海軍省軍務局第一課局員等職務，並擔任首相東條英機的秘書官。在太平洋戰爭中，東條內閣總辭後的1944年8月，他以那智號重巡洋艦艦長的身份出征。那智號作為北方部隊第五艦隊的旗艦，由志摩清英率領，以第二遊擊部隊旗艦身份參與雷伊泰灣海戰，並參加了蘇里高海峽夜戰。那智號與先行的第一遊擊隊第三部隊最上號重巡洋艦相撞，導致左舷受損。該艦於10月27日抵達馬尼拉進行應急修理，但在11月5日於馬尼拉灣遭美國列星頓號航空母艦 (CV-16)上的艦載機空襲，被擊沉，鹿岡戰死。隨後被追晉為海軍少將。據說聽聞鹿岡戰死消息後，東條英機將家中飼養的狗命名為「那智」以示追悼。